# 紐約都會區

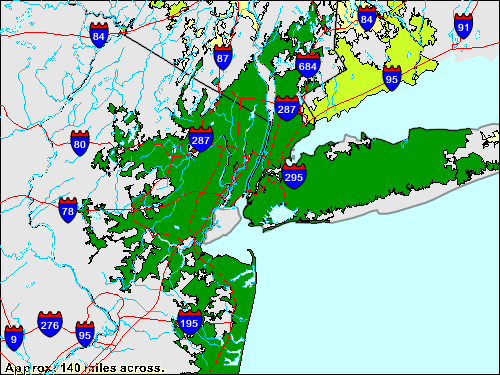
綠色為紐約都會區城區範圍。

紐約都會區，也被称为三州地区，是全美國最大的都會區，也是全世界最大都會區之一，位于美國東北部。
整個都會區以紐約市為中心，包括紐約州上州的六個郡與長島的兩個郡，紐澤西州的十四個郡，康乃狄克州的三個郡，以及賓夕法尼亞州東北部的一個郡所組成。全部地區由城區與郊區所組成。
根据2015年美国人口调查局的估计，纽约都会区仍然以相当大的差距位居美国人口最多的地区，不管是定义的大都会统计区（2020万人口）还是联合统计区（2370万人口）；它也是世界上人口最多的城市群之一，以及北美洲最大的城市群。纽约都会区继续成为向美国合法移民的首要门户，拥有世界上任何大都会地区最多的外国出生人口。 都会统计区覆盖17,405平方公里，联合统计区面积34,493平方公里，涵盖种族和地理上不同的地区。 纽约都会区的人口比纽约州的人口多，而且到2016年，大都会区领空的乘客人数已达1.3亿。
作为许多行业的中心，包括金融、国际贸易、新型传统媒体、房地产、教育、时尚、娱乐、旅游、生物技术和制造业，纽约市都会区是世界最重要的经济区域之一；在2015年，都会统计区产生了将近1.6兆美元的生产总值（GMP），而在2015年，联合统计区的GMP超过了1.83兆美元，均位居全国第一，两者分别仅次于9个国家和7个国家的GDP。